# メキシコ館 (エプコット)
メキシコ館（メキシコ・パビリオン、Mexico Pavilion）は、アメリカ合衆国フロリダ州のウォルト・ディズニー・ワールド・リゾートにあるディズニーパーク「エプコット」のワールド・ショーケースの一部である。パビリオンは、ノルウェー館の隣に位置している。

## 配置
メキシコ館の外観はメキシコのピラミッドである。中に入ると湖を囲んでショップやレストランがあり、火山と小さなピラミッドが湖のそばにある。

## アトラクションとサービス

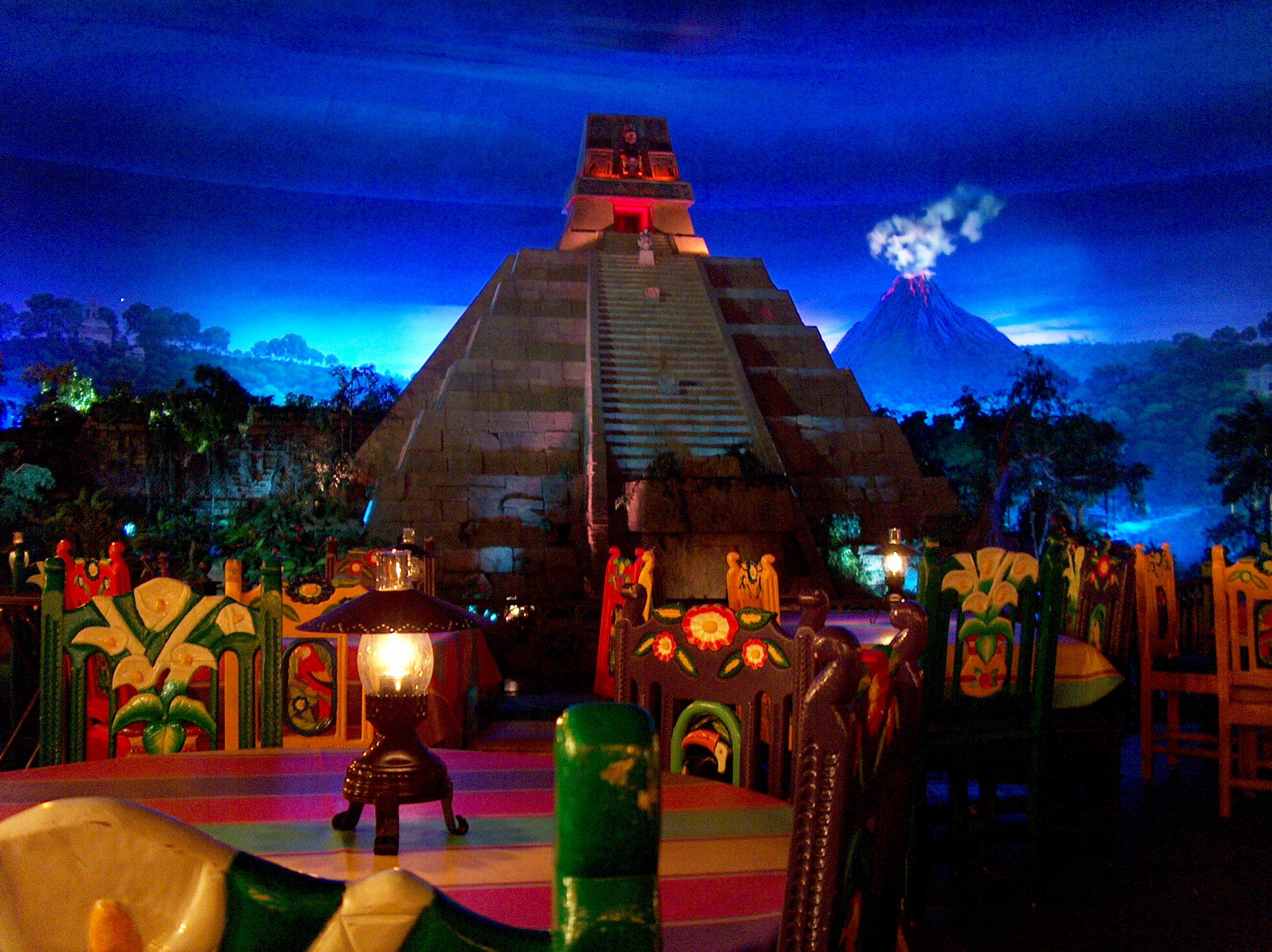
内部の火山とピラミッド

### アトラクション
- 三人の騎士のグラン・フェスタ・ツアー（Gran Fiesta Tour Starring The Three Caballeros）: 2007年4月6日に「エル・リオ・デル・ティエンポ」（El Rio del Tiempo）をリニューアルする形でオープン。パンチート、ドナルド・ダック、ホセ・キャリオカの三人の騎士と一緒にメキシコを旅するボートライド。

### 過去のアトラクション
- エル・リオ・デル・ティエンポ（El Rio del Tiempo）:　オープンから2007年まで稼働していたアトラクション。ボートに乗ってメキシコの歴史を体験する。

### レストラン
- サン・アンヘル・イン（San Angel Inn Restaurante）: テーブルサービスのメキシコ料理のレストラン。メキシコシティにある同名レストランの姉妹店でもある。
- カンティーナ・デ・サン・アンヘル（Cantina de San Ángel）

### エンターテイメント
- マリアッチ・コブレ（Mariachi Cobre）

### キャラクター・グリーティング
- ドナルド・ダック